# Džeki Robinson
Džek Ruzvelt Robinson (31. januar 1919 – 24. oktobar 1972) bio je američki profesionalni igrač bejzbola, koji je postao prvi afroamerikanac koji je igrao u Glavnoj ligi bejzbola (MLB) u modernoj eri. Robinson je prekinuo  liniju boja u bejzbolu kada je počeo da igra na prvoj bazi za Bruklin Dodžerse 15. aprila 1947. Kada su Dodžersi regrutovali Robinsona, oni su najavili kraj rasne segregacije u profesionalnom bejzbolu koja je crne igrače potisnula u crne lige od 1880-ih. Robinson je primljen u Galeriju slavnih bejzbola 1962.
Tokom svoje desetogodišnje MLB karijere, Robinson je osvojio inauguralnu nagradu Novajlija godine 1947, bio je Ol-star šest sezona uzastopno od 1949 do 1954, i osvojio je nagradu za najvrednijeg igrača u Nacionalnoj ligi 1949 - prvi crni igrač koji je tako počastvovan. Robinson je igrao u šest Svetskih serija i doprineo je Dodžerso osvoje šampionat Svetske serije 1955. godine.
Godine 1997. MLB je penzionisala uniformu broj 42 u svim timovima glavnih liga. On je bio prvi profesionalni sportista u bilo kojem sportu koji je bio tako počastvovan. MLB je takođe usvojila novu godišnju tradiciju, „Džeki Robinson Daj”, prvi put 15. aprila 2004, tokom koga svaki igrač u svakom timu nosi broj 42.
Robinsonov lik, njegova upotreba nenasilja i njegov neupitni talenat doveli su u pitanje tradicionalnu osnovu segregacije koja je tada obeležavala mnoge druge aspekte američkog života. Uticao je na kulturu i značajno doprineo pokretu za građanska prava. Robinson je takođe bio prvi analitičar crne televizije u MLB-u i prvi crni potpredsednik velike američke korporacije, Chock full o'Nuts. Tokom 1960-ih on je pomogao da osnuje Slobodna nacionalna banka, finansijska institucija u vlasništvu afroamerikanaca, sa sedištem u Harlemu u Njujorku. Nakon njegove smrti 1972, Robinson je dobio Kongresnu zlatnu medalju i Predsedničku medalju za slobodu kao priznanje za njegova dostignuća na i van terena.

## Detinjstvo i mladost

### Porodica i lični život
Džek Ruzvelt Robinson je rođen 31 januara 1919, u familiji napoličara u Kejru, Džordžija. On je bio najmlađе od petoro dece koje su imali Mејli (Makgrif) i Džeri Robinson, nakon braće i sestara Edgar, Frank, Metju (nadimak „Mak”) i Vila Maj. Njegovo srednje ime bilo je u čast bivšeg predsednika Teodora Ruzvelta, koji je umro 25 dana pre rođenja Robinsona. Nakon što je Robinsonov otac napustio porodicu 1920. godine, preselili su se u Pasadenu u Kaliforniji.

## Literatura
- Bigelow, Barbara Carlisle, ур. (1994). Contemporary Black Biography: Profiles from the International Black Community. 6. Detroit: Gale Research. ISBN 978-0-8103-8558-0.
- Bryant, Howard (2002). Shut Out: A Story of Race and Baseball in Boston. New York: Routledge. ISBN 978-0-415-92779-6. (2002 CASEY Award winner).
- Dorinson, Joseph; Warmund, Joram, ур. (1999). Jackie Robinson: Race, Sports, and the American Dream. Armonk, New York: M.E. Sharpe. ISBN 978-0-7656-0317-3.
- Eig, Jonathan (2007). Opening Day: The Story of Jackie Robinson's First Season. New York: Simon & Schuster. ISBN 978-0-7432-9460-7. (2007 CASEY Award nominee).
- Falkner, David (1995). Great Time Coming: The Life of Jackie Robinson, from Baseball to Birmingham. New York: Simon & Schuster. ISBN 978-0-671-79336-4.
- Gutman, Dan (1999). Jackie & Me: A Baseball Card Adventure. New York: Avon. ISBN 978-0-380-80084-1.
- Kirwin, Bill (2005). Out of the Shadows: African American Baseball from the Cuban Giants to Jackie Robinson. Lincoln: University of Nebraska Press. ISBN 978-0-8032-7825-7.
- Lamb, Chris (2006). Blackout: The Untold Story of Jackie Robinson's First Spring Training. Lincoln: University of Nebraska Press. ISBN 978-0-8032-8047-2.
- Linge, Mary Kay (2007). Jackie Robinson: A Biography. Westport, Connecticut: Greenwood Press. ISBN 978-0-313-33828-1.
- Long, Michael G., ур. (2007). First Class Citizenship: the Civil Rights Letters of Jackie Robinson. New York: Henry Holt. ISBN 978-0-8050-8710-9.
- McNeil, William F. (2000). The Dodgers Encyclopedia. Sports Publishing. ISBN 978-1-58261-316-1.
- Nemec, David; Flatow, Scott (2008). Great Baseball Feats, Facts & Firsts (expanded & updated изд.). New York: Signet. ISBN 978-0-451-22363-0.
- Nogowski, John (2005). Last Time Out: Big-League Farewells of Baseball's Greats. Lanham, Maryland: Taylor Trade. ISBN 978-1-58979-080-3.
- Rampersad, Arnold (1997). Jackie Robinson: A Biography. New York: Alfred A. Knopf. ISBN 978-0-679-44495-4. (1997 CASEY Award nominee).
- Robertson, John G.; Saunders, Andy (2016). The Games That Changed Baseball: Milestones in Major League History. Jefferson, North Carolina: McFarland. ISBN 978-1-4766-6226-8.
- Robinson, Jackie; as told to Duckett, Alfred (1995) [1972]. I Never Had It Made. New York: HarperCollins. ISBN 978-0-06-055597-9.
- Robinson, Rachel; with Daniels, Lee (1996). Jackie Robinson: An Intimate Portrait. New York: Harry N. Abrams. ISBN 978-0-8109-3792-5. (1996 CASEY Award nominee).
- Robinson, Sharon (2001). Jackie's Nine: Jackie Robinson's Values to Live By. New York: Scholastic. ISBN 978-0-439-23764-2.
- Robinson, Sharon (2004). Promises To Keep: How Jackie Robinson Changed America. New York: Scholastic. ISBN 978-0-439-42592-6.
- Simon, Scott (2002). Jackie Robinson and the Integration of Baseball. Hoboken: Wiley. ISBN 978-0-471-26153-7.
- Stout, Glenn; Richard A. Johnson (phot. ed.) (2004). The Dodgers: 120 Years of Dodgers Baseball. Boston: Houghton Mifflin Harcourt. ISBN 978-0-618-21355-9.
- Tygiel, Jules (1983). Baseball's Great Experiment: Jackie Robinson and His Legacy. New York: Oxford University Press. ISBN 978-0-19-503300-7. (1983 CASEY Award nominee).
- Tygiel, Jules (2002). Extra Bases: Reflections on Jackie Robinson, Race, and Baseball History. University of Nebraska Press. ISBN 978-0-8032-9447-9.
- Williams, Pat; with Sielski, Mike (2005). How to Be Like Jackie Robinson: Life Lessons from Baseball's Greatest Hero. Deerfield Beach, Florida: HCI. ISBN 978-0-7573-0173-5.
- Robinson, Jackie; Jules Tygiel, ур. (1997). The Jackie Robinson Reader: Perspectives on an American Hero. Dutton Penguin. ISBN 978-0-525-94096-8.
- Kahn, Roger (1972). The Boys of Summer. Harper & Row. ISBN 978-006-088-3966.
- Kashatus, William C. (2014). Jackie & Campy: The Untold Story of Their Rocky Relationship and the Breaking of Baseball's Color Line. University of Nebraska Press. ISBN 978-080-324-6331.
- Graham, John; Lardner, Rex (7. 1. 1950). „Success: Jackie Robinson's Second Job”. The New Yorker.
- Dawidoff, Nicholas (28. 9. 1987). „Recalling Jackie Robinson”. Sports Illustrated.
- Dreier, Peter (11. 4. 2013). „The Real Story of Baseball's Integration That You Won't See in 42”. The Atlantic.
- Hertzberg, Hendrik (17. 5. 2013). „Summers of "42"”. The New Yorker.
- Williams, Andrea (15. 4. 2022). „The Complicated Legacy of Jackie Robinson’s Dodgers Debut”. Sports Illustrated.
- McGowen, Roger (16. 4. 2022). „A look inside the joy and loneliness of Jackie Robinson's rookie season”. ESPN.

## Spoljašnje veze
- Zvanični veb-sajt
- Džeki Robinson na sajtu  (jezik: engleski)
- Jackie Robinson at the Society for American Baseball Research (SABR BioProject)